# Benedict Balansa
Benjamin Balansa (Haute-Garonne, 27 de março de 1825 - Hanói, 18 de dezembro de1891) foi um botânico e explorador francês.

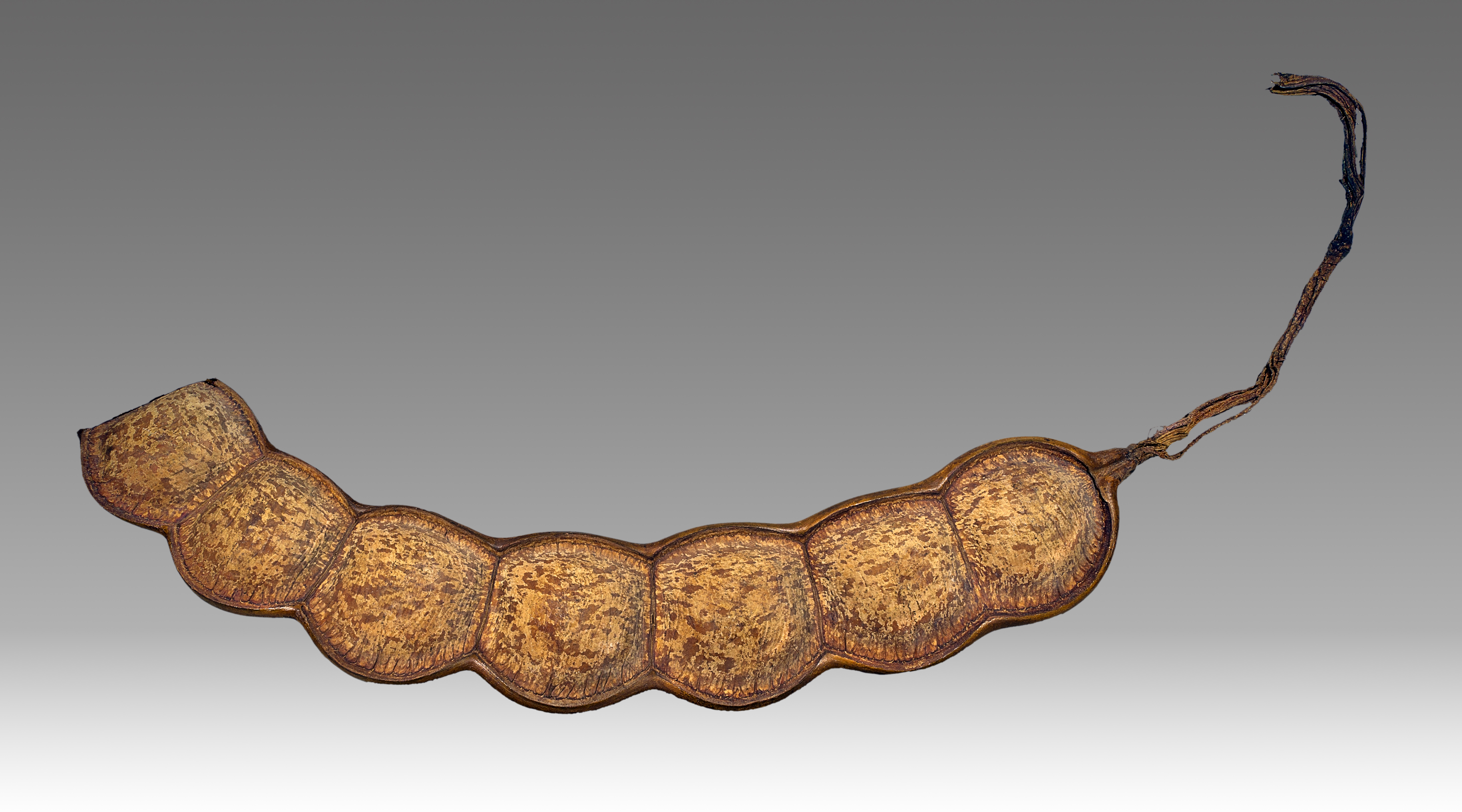
Entada phaseoloides Balansa coleção MHNT
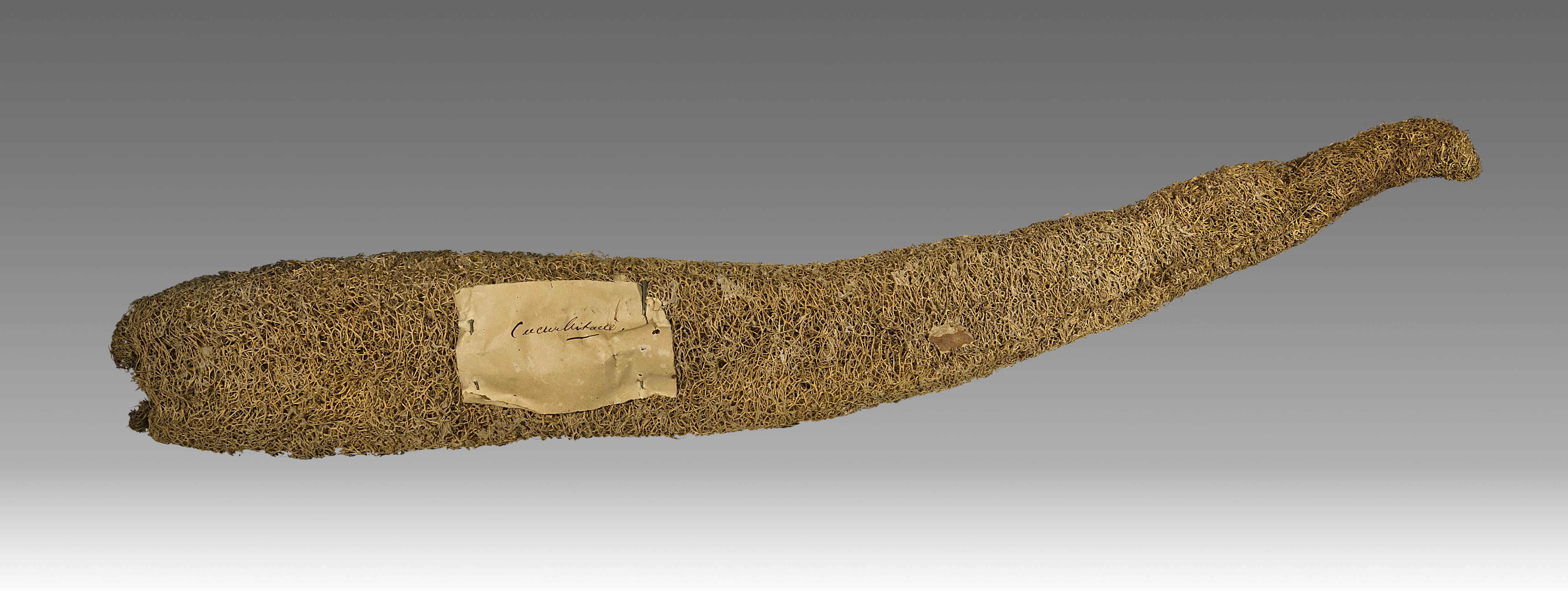
Luffa aegyptiaca Balansa coleção MHNT
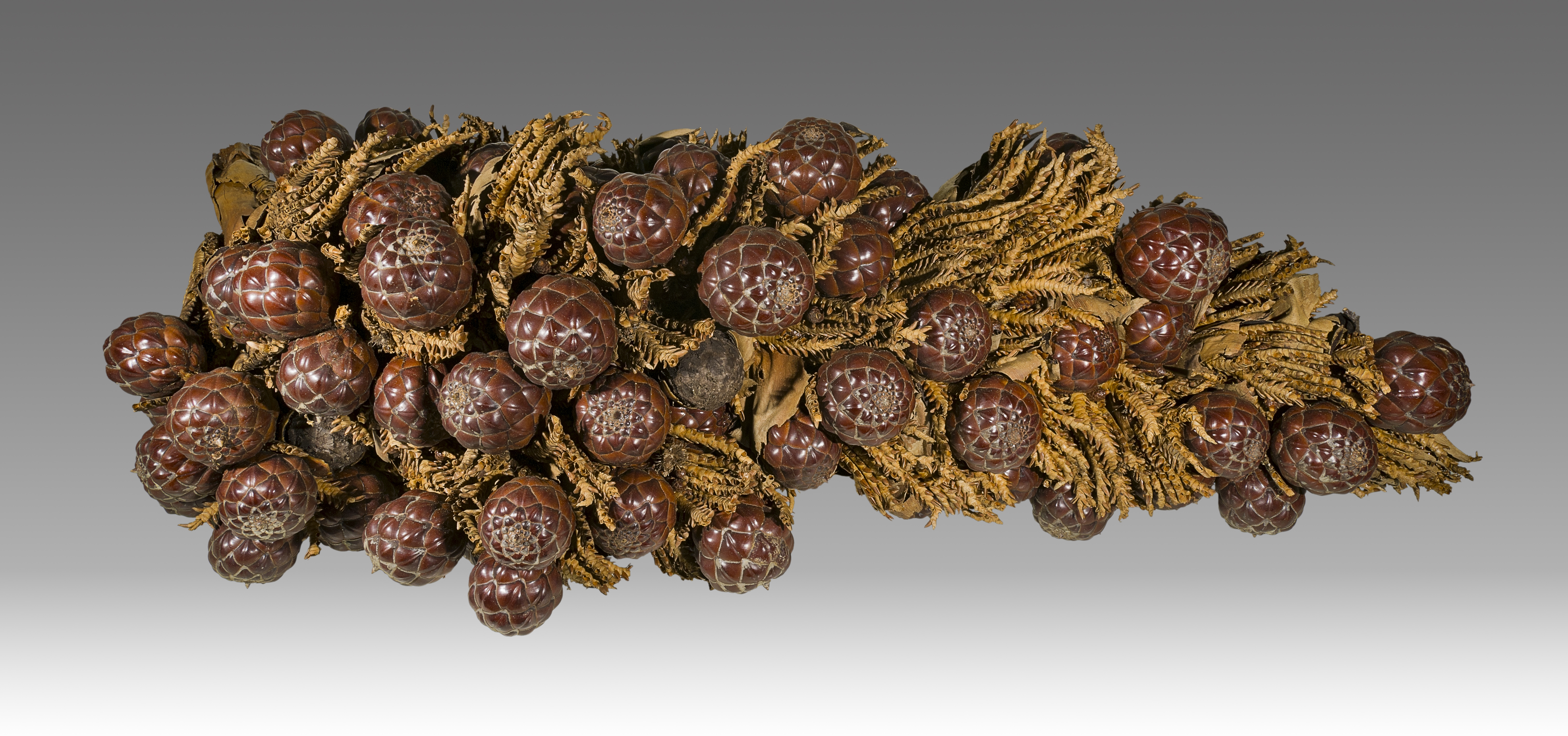
Raphia farinifera Balansa coleção MHNT
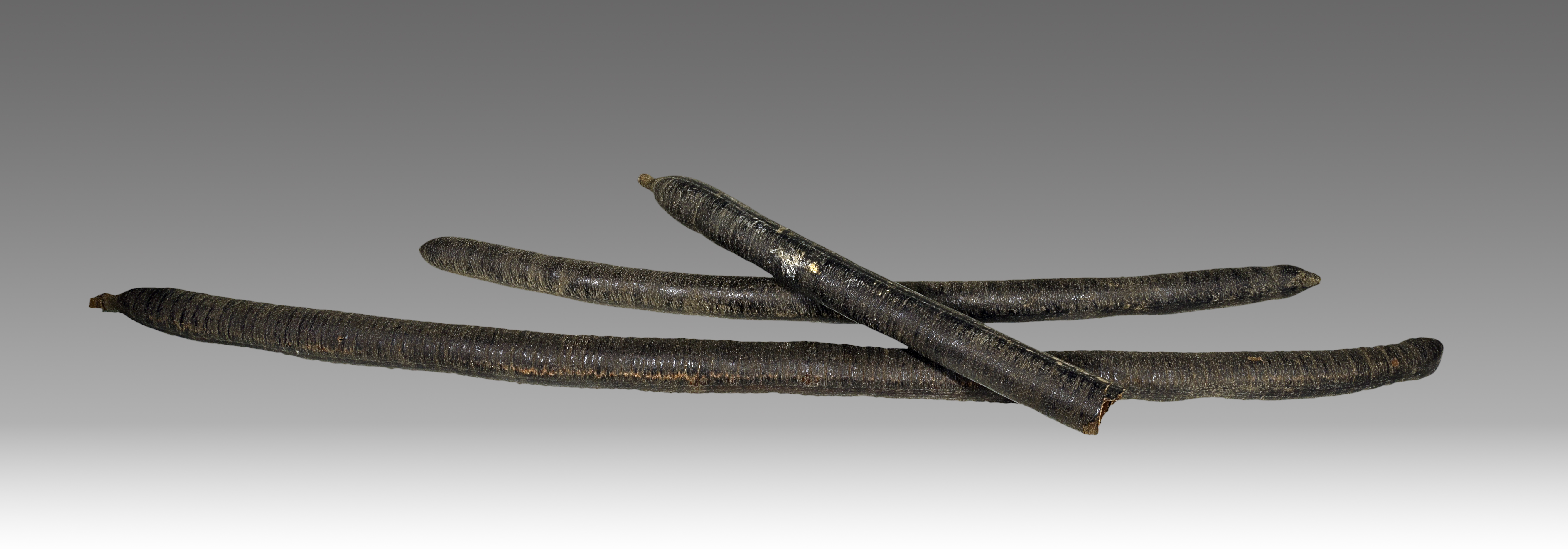
Cassia fistula Balansa coleção MHNT
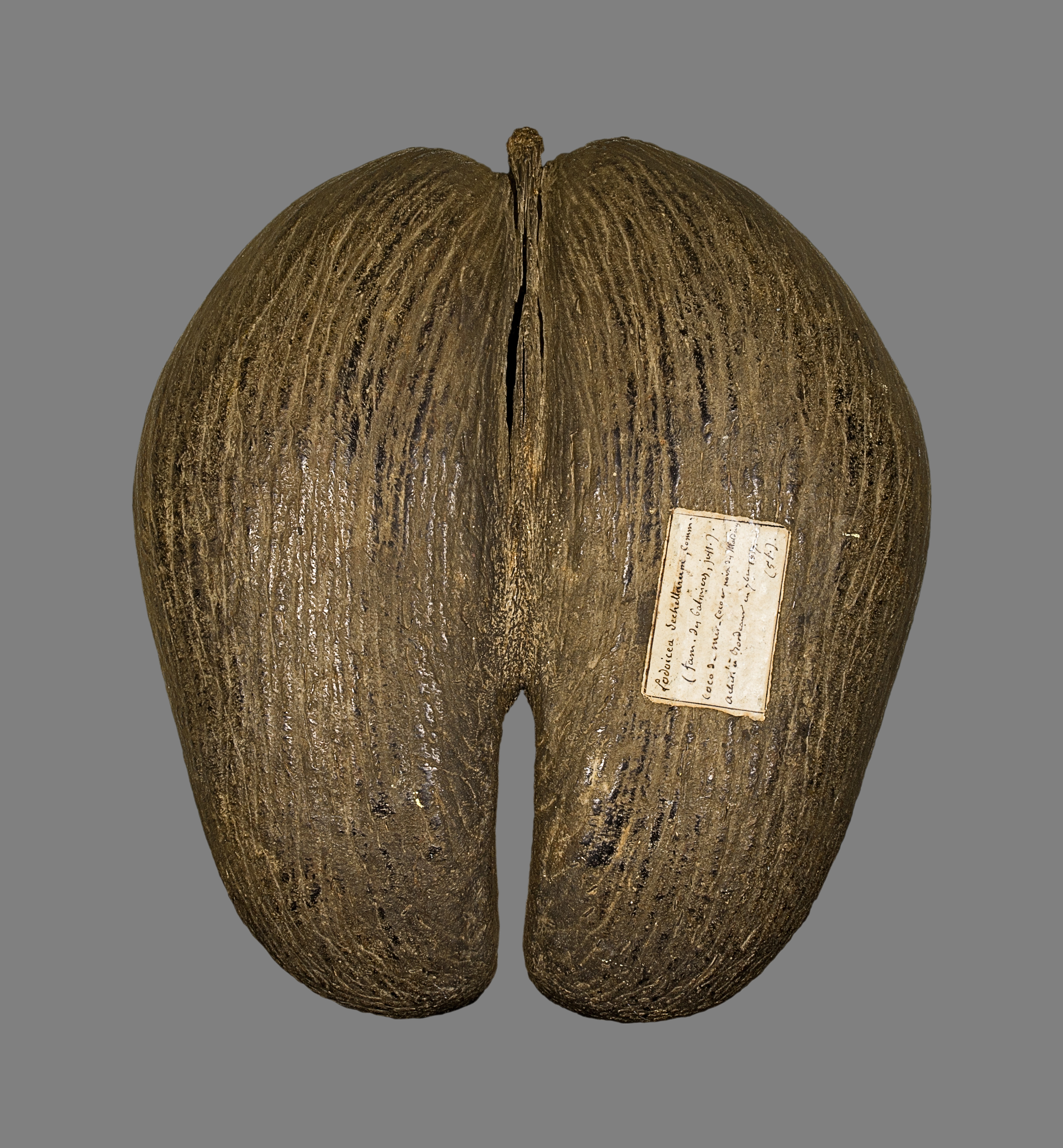
Coco de mer Balansa coleção MHNT
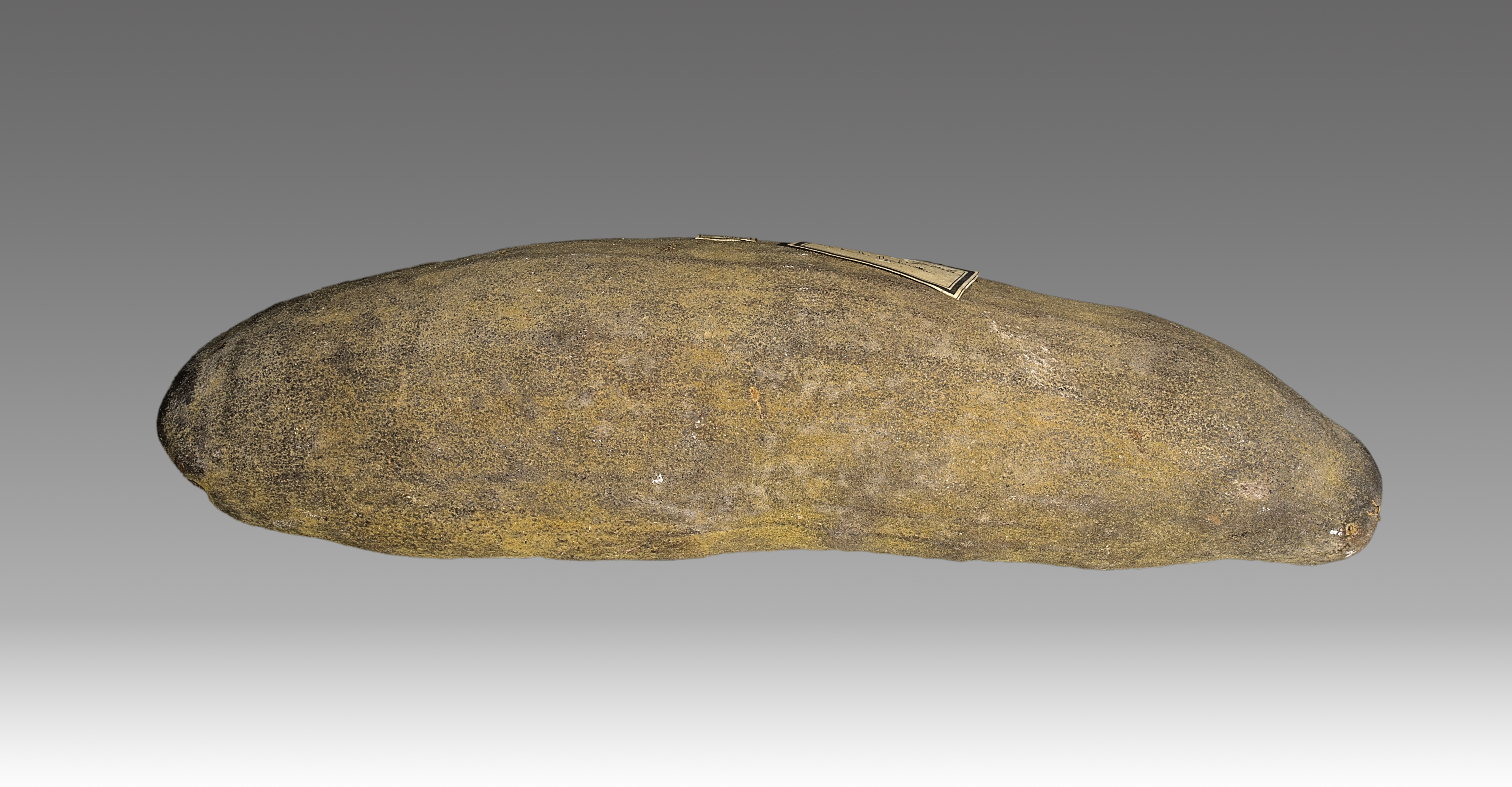
Adansonia digitata Balansa coleção MHNT
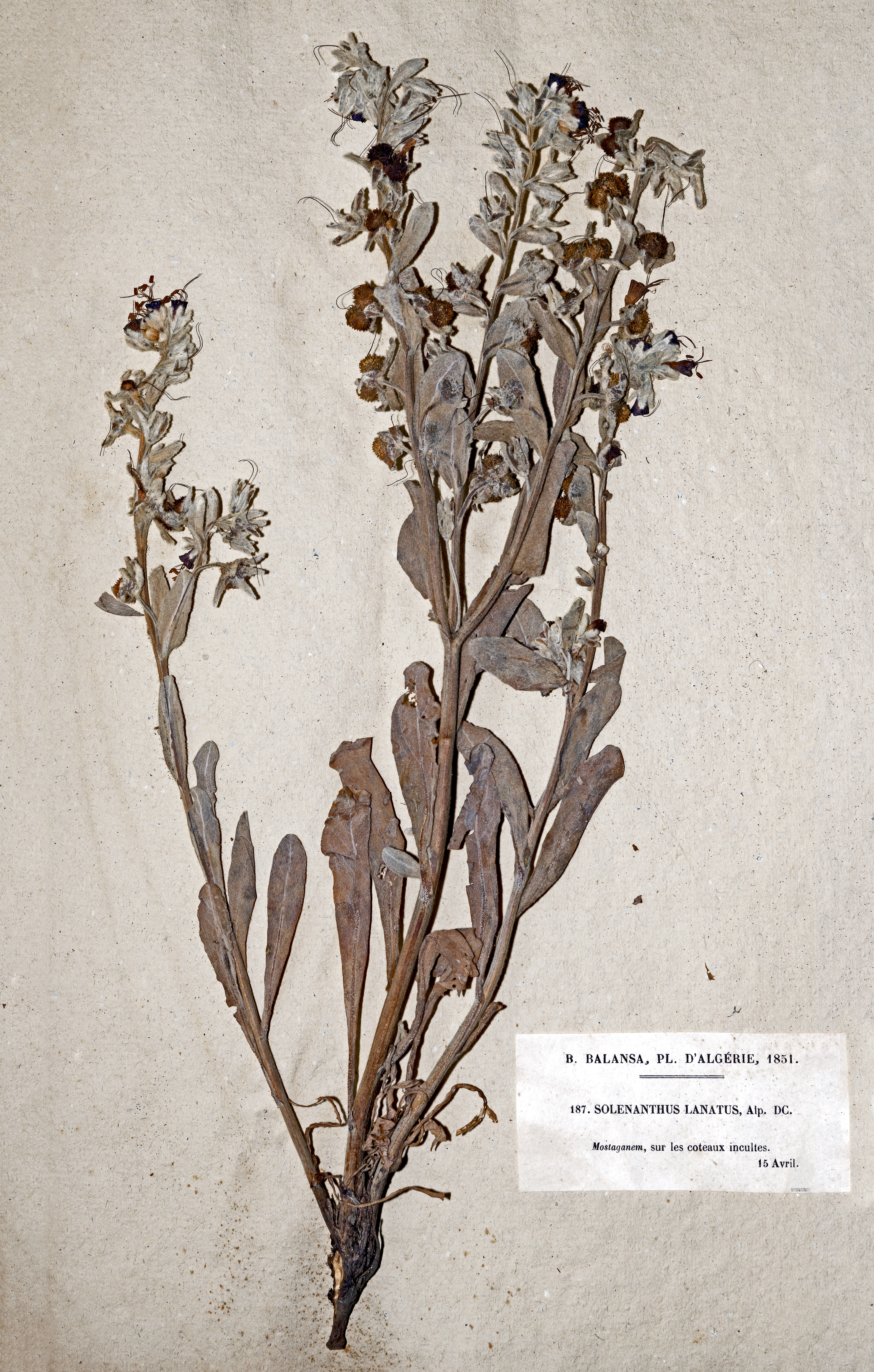
Solenanthus lanatus Balansa coleção MHNT